# Malacocephalus nipponensis
Malacocephalus nipponensis är en fiskart som beskrevs av Gilbert och Hubbs, 1916. Malacocephalus nipponensis ingår i släktet Malacocephalus och familjen skolästfiskar. Inga underarter finns listade i Catalogue of Life.